# Ken Watanabe
Ken Watanabe (渡辺 謙 Watanabe Ken?) (Koide, Niigata; 21 de octubre de 1959) es un actor japonés, principalmente conocido por sus roles de héroe trágico en las películas El último samurái (2003) y Cartas desde Iwo Jima (2006), y sus actuaciones en Memorias de una geisha (2005) e Inception (2010).

## Biografía
Kensaku Watanabe se trasladó a Tokio en 1978 para estudiar interpretación. Siendo aún un alumno, debutó en el teatro y sorprendió gratamente a los críticos.
En 1982 debutó en televisión participando en Sanga moyu y en 1984 obtuvo su primer papel en el cine, en la película Setouchi shonen yakyu dan.
En 1989, cuando estaba rodando una película en Canadá, cayó enfermo de leucemia.
En 2003 adquirió renombre a nivel internacional al interpretar el papel del samurái Katsumoto en El último samurái, papel con el cual consiguió una nominación en los Oscar como mejor actor de reparto y también al Globos de Oro, entre otros premios.
En 2004 participó, junto con Ziyi Zhang y Michelle Yeoh, en la producción Memorias de una Geisha, estrenada en 2005. En 2006 realizó una actuación como el teniente general Tadamichi Kuribayashi en Cartas desde Iwo Jima, mostrando una solidez actoral y un gran talento interpretativo.[cita requerida]

## Vida personal
En 1983, Watanabe se casó con su primera esposa, Yumiko. En septiembre de 2005, tras dos años de arbitraje, se divorció de Yumiko. Conoció a su segunda esposa, Kaho Minami, cuando ambos estaban actuando en un drama de suspense para TV Tokyo. Se casaron el 3 de diciembre de 2005. El matrimonio fue anunciado por sus agencias el 7 de diciembre. justo después de haber asistido al estreno de Ciudad de Nueva York de su película " Sayuri" juntos.

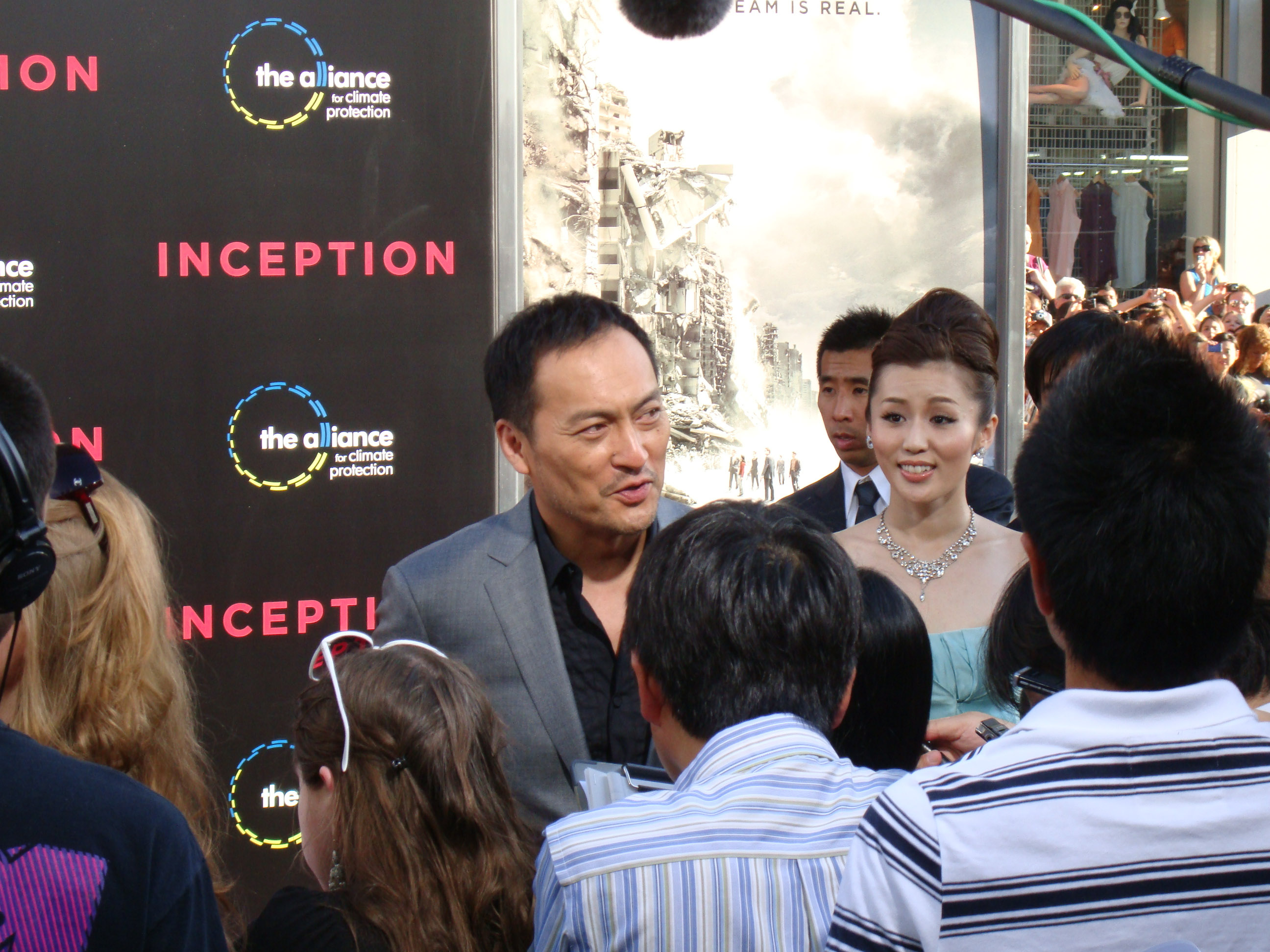
Watanabe en el estreno de Inception en julio de 2010

Watanabe adoptó formalmente al hijo de Minami de su matrimonio anterior al director Jinsei Tsuji, y durante un tiempo los tres vivieron en Los Ángeles. Con el fin de aumentar la cantidad de tiempo que la familia podía pasar junta, considerando que el trabajo de Ken requería que viajara tanto, más tarde regresaron a Japón. Inicialmente, Minami y Ken no celebraron una ceremonia de boda, pero en 2010 anunciaron que habían realizado una ceremonia el 1 de agosto en Los Ángeles.
Watanabe tiene dos hijos biológicos y un hijo adoptivo. Su hijo mayor, Dai Watanabe (nacido en 1984), es actor, y su hija Anne Watanabe (nacida en 1986) también es actriz y modelo. En agosto de 2008, Dai tuvo su primer hijo, un hijo, lo que convirtió a Ken en abuelo a la edad de 48 años.[cita requerida] Una nieta nació de Dai en marzo de 2010.
En 1989, a Watanabe se le diagnosticó leucemia mieloide aguda. El cáncer regresó en 1994, pero luego se recuperó.
En 2006, Watanabe reveló en su autobiografía "Dare? - Who Am I?" que tiene hepatitis C. En una conferencia de prensa celebrada el 23 de mayo de 2006 en el distrito de Ginza de Tokio, dijo que estaba en buenas condiciones pero que aún estaba en tratamiento.
El 13 de marzo de 2011, lanzó una página de YouTube para crear conciencia sobre el Tsunami de Japón de 2011 e invitó a celebridades a agregar sus videos. En su video en inglés, hizo un llamado a la acción para apoyar a las víctimas y recaudar fondos en el esfuerzo de socorro. En conjunto, ha creado su propio sitio web para la causa.
El 9 de febrero de 2016, se reveló que Watanabe había sido diagnosticado con cáncer de estómago y pospondría las actuaciones programadas para someterse al tratamiento necesario.
En mayo de 2016, la hija de Watanabe de su primer matrimonio, Anne, dio a luz a gemelas. En noviembre de 2017 dio a luz a un hijo y le dio a Ken Watanabe cinco nietos en total.
El 17 de mayo de 2018, la agencia de Kaho Minami anunció que Minami y Watanabe se habían divorciado después de que él admitiera haber tenido una relación extramarital.

## Filmografía parcial
- 2023
  - The Creator
- 2019
  - Godzilla: King of the Monsters
  - Pokémon: Detective Pikachu[12]
- 2018
  - Isla de perros
  - Bel Canto
- 2017
  - Transformers: el último caballero
- 2015
  - The Sea Of Trees
- 2014
  - Godzilla
  - Transformers: la era de la extinción
- 2010
  - Inception
- 2009
  - Cirque du Freak: The Vampire's Assistant
  - Shanghai
- 2007
  - A Dream of Red Mansions
- 2006
  - Ashita no kioku
  - Cartas desde Iwo Jima
- 2005
  - Memorias de una Geisha
  - Batman Begins
  - Kita no zeronen
- 2003
  - El último samurái
- 2002
  - Hi wa mata noboru
- 2001
  - Sennen no koi - Hikaru Genji monogatari
  - Oboreru sakana
- 2000
  - Zawa-zawa Shimokita-sawa
  - Supêsutoraberâzu
- 1998
  - Kizuna
- 1997
  - Rajio no jikan
- 1991
  - Bakumatsu jyunjyoden
- 1986
  - Umi to dokuyaku
- 1985
  - Tampopo
  - Kekkon annai mystery
- 1984
  - Setouchi shonen yakyu dan

## Televisión
- 2021 - Tokyo Vice
- 2004 - Suna no utsuwa
- 2001 - Hojo Tokimune
- 2000 - Ikebukuro West Gate park
- 1992 - Kimitachi ga ite boku ga iru
- 1990 - Takeda Shingen
- 1987 - Dokugan-ryu Masamune
- 1984 - Sanga moyu

## Premios y distinciones
Óscar
| Año  | Categoría              | Película          | Resultado |
| ---- | ---------------------- | ----------------- | --------- |
| 2004 | Mejor actor de reparto | El último samurái | Nominado  |

Globos de Oro
| Año  | Categoría              | Película          | Resultado |
| ---- | ---------------------- | ----------------- | --------- |
| 2004 | Mejor actor de reparto | El último samurái | Nominado  |

Premios del Sindicato de Actores
| Año  | Categoría              | Película          | Resultado |
| ---- | ---------------------- | ----------------- | --------- |
| 2003 | Mejor actor de reparto | El último samurái | Nominado  |